# Ouvarovo (raïon de Boutourlino)
Ouvarovo (Уварово) est un village de Russie situé dans le district municipal de Boutourlino de l'oblast de Nijni Novgorod.

## Géographie
Le village se trouve au sud de la partie centrale de l'oblast de Nijni Novgorod dans une zone de forêts de conifères et de feuillus, sur la rive droite de la rivière Mokchanka, à 5 km à vol d'oiseau au sud-est de Boutourlino. Il est situé à 102 mètres d'altitude.
Climat
Le climat est caractérisé comme continental tempéré, avec des étés relativement chauds et des hivers froids, longs et peu enneigés. La température annuelle moyenne est de 3,2 °C. La température moyenne de l'air du mois le plus chaud (juillet) est de 18,8 °C (le maximum absolu est de 36 °C) ; le plus froid (janvier) -12,4°C (minimum absolu -44°C). Les précipitations annuelles moyennes sont de 500 à 550 mm. Une couverture de neige stable s'établit, en règle générale, dans la troisième décade de novembre et dure en moyenne 154 jours,.
Fuseau horaire
Le village est à l'heure de Moscou, comme tout l'oblast de Nijni Novgorod.

## Population à l'année
- 1999 : 595 habitants
- 2002 : 444 habitants
- 2010 : 428 habitants

La population augmente sensiblement pendant la belle saison avec les résidents des datchas venus de la ville.

## Patrimoine
Le village dispose de l'église Saint-Nicolas à cinq coupoles, inscrite au patrimoine culturel de l'oblast de Nijni Novgorod. Elle dépend de l'éparchie de Lyskovo.